# 2.13.61
2.13.61, Inc. es una empresa editorial y discográfica fundada por el músico Henry Rollins y nombrado después de su fecha de nacimiento (13 de febrero de 1961). La empresa ha publicado álbumes de Rollins Band, todos los trabajos hablados de Rollins, y numerosos libros. Está ubicado en Los Ángeles, California.
Rollin afirmó en su antología The Portable Henry Rollins que ha dado 2.13.61 su nombre porque alguien le dijo que su primer libro autodidacta, 20 (1984) tenía que tener el nombre de la compañía en ello, ya que sentía desde ese momento que solo llegaría a publicar un libro, simplemente utilizó su fecha de nacimiento.[cita requerida]
2.13.61 se ramificó en la publicación de grabaciones no mucho después de que Rollins comenzará una carrera en solitario debido al rompimiento de Black Flag, inicialmente lanzando solamente álbumes hablados de Rollins. Los primeros dos lanzamientos de 2.13.61, Big Ugly Mouth y Sweatbox, fueron principalmente co-lanzados bajo la discográfica con la que Rollins firmó al mismo tiempo en su faceta musical, Texas Hotel Records.[cita requerida]